# Rafal
Rafal é um município da Espanha na província de Alicante, Comunidade Valenciana. Tem 1,62 km² de área e em 2021 tinha 4 597 habitantes (densidade: 2 837,7 hab./km²).

## Demografia
| Variação demográfica do município entre 1991 e 2004 | Variação demográfica do município entre 1991 e 2004 | Variação demográfica do município entre 1991 e 2004 | Variação demográfica do município entre 1991 e 2004 |
| --------------------------------------------------- | --------------------------------------------------- | --------------------------------------------------- | --------------------------------------------------- |
| 1991                                                | 1996                                                | 2001                                                | 2004                                                |
| 2668                                                | 3027                                                | 3414                                                | 3586                                                |